# Olympische Winterspiele 1956/Teilnehmer (Frankreich)
| Gelbes Symbol für Goldmedaillen mit stilisierten Olympischen Ringen | Graues Symbol für Silbermedaillen mit stilisierten Olympischen Ringen | Braundes Symbol für Bronzemedaillen mit stilisierten Olympischen Ringen |
| ------------------------------------------------------------------- | --------------------------------------------------------------------- | ----------------------------------------------------------------------- |
| —                                                                   | —                                                                     | —                                                                       |

Frankreich nahm an den VII. Olympischen Winterspielen 1956 in der italienischen Gemeinde Cortina d’Ampezzo mit einer Delegation von 32 Athleten in sechs Disziplinen teil, davon 25 Männer und 7 Frauen. Ein Medaillengewinn gelang keinem der Athleten.

## Teilnehmer nach Sportarten

### Bob
Männer, Zweier
- André Robin, Lucien Grosso (FRA-1)
1. Rennen nicht beendet

- André Donnert, Serge Giacchini (FRA-2)
4. Rennen nicht beendet

Männer, Vierer
- André Robin, Pierre Bouvier, Jacques Panciroli, Lucien Grosso (FRA-1)
18. Platz (5:23,83 min)

### Eiskunstlauf
Männer
- Alain Calmat
9. Platz (148,35)

- Alain Giletti
4. Platz (159,63)

Frauen
- Maryvonne Huet
17. Platz (138,30)

### Eisschnelllauf
Männer
- Raymond Gilloz
500 m: 25. Platz (43,2 s)
1500 m: 34. Platz (2:17,7 min)
5000 m: 35. Platz (8:32,5 min)

### Ski Alpin
Männer
- Charles Bozon
Abfahrt: 8. Platz (3:01,9 min)
Riesenslalom: 5. Platz (3:08,4 min)
Slalom: 7. Platz (3:26,2 min)

- René Collet
Abfahrt: disqualifiziert

- Adrien Duvillard
Abfahrt: disqualifiziert
Riesenslalom: 4. Platz (3:07,9 min)
Slalom: 38. Platz (4:18,9 min)

- André Simond
Abfahrt: disqualifiziert

- François Bonlieu
Riesenslalom: 9. Platz (3:11,8 min)

- Gérard Pasquier
Riesenslalom: 30. Platz (3:25,6 min)
Slalom: 6. Platz (3:24,6 min)

- Bernard Perret
Slalom: 8. Platz (3:26,3 min)

Frauen
- Marysette Agnel
Abfahrt: 21. Platz (1:52,4 min)
Riesenslalom: 8. Platz (1:59,4 min)
Slalom: 9. Platz (1:58,8 min)

- Edith Bonlieu
Abfahrt: ausgeschieden

- Madeleine Front
Abfahrt: 24. Platz (1:53,6 min)
Riesenslalom: 14. Platz (2:02,3 min)

- Josette Nevière
Abfahrt: 8. Platz (1:49,2 min)
Riesenslalom: 10. Platz (2:00,8 min)
Slalom: 8. Platz (1:58,3 min)

- Paule Moris
Riesenslalom: 18. Platz (2:02,5 min)
Slalom: 18. Platz (2:15,6 min)

- Muriel Lip
Slalom: disqualifiziert

### Skilanglauf
Männer
- Victor Arbez
15 km: 52. Platz (57:38 min)
4 × 10 km Staffel: 6. Platz (2:24:06 h)

- Benoît Carrara
15 km: 22. Platz (53:41 min)
4 × 10 km Staffel: 6. Platz (2:24:06 h)

- Jean Mermet
15 km: 20. Platz (53:40 min)
4 × 10 km Staffel: 6. Platz (2:24:06 h)

- Paul Romand
15 km: 50. Platz (57:11 min)
30 km: 35. Platz (1:59:02 h)

- Charles Binaux
30 km: disqualifiziert

- René Mandrillon
30 km: 22. Platz (1:52:18 h)
4 × 10 km Staffel: 6. Platz (2:24:06 h)

### Skispringen
- André Monnier
Normalschanze: 46. Platz (167,5)

- Richard Rabasa
Normalschanze: 46. Platz (167,5)

- Robert Rey
Normalschanze: 48. Platz (164,0)